# Acalolepta pallens
Acalolepta pallens là một loài bọ cánh cứng trong họ Cerambycidae.